# Camilla, Vương hậu Anh
Vương hậu Camilla (tên khai sinh là Camilla Rosemary Shand, sinh ngày 17 tháng 7 năm 1947) là Vương hậu của Vương quốc Liên hiệp Anh và 14 vương quốc khác thuộc Khối Thịnh vượng chung với tư cách là vợ chính thức của Vua Charles III. Bà trở thành Vương hậu từ ngày 8 tháng 9 năm 2022 khi chồng bà lên ngôi sau khi Nữ vương Elizabeth II băng hà.
Camilla lớn lên ở miền Đông Sussex và miền Nam Kensington ở Anh. Bà học tập ở Anh, Thụy Sĩ và Pháp. Năm 1973, bà kết hôn với Sĩ quan Quân đội Anh Andrew Parker Bowles và hai người ly hôn vào năm 1995. Camilla và Charles thường xuyên có quan hệ tình cảm cả trước và trong thời gian hôn nhân đầu tiên của cả hai. Mối quan hệ của họ được công bố rộng rãi trên các phương tiện truyền thông và thu hút sự chú ý trên toàn thế giới. Năm 2005, bà và Charles đã cử hành một đám cưới dân sự. Từ khi kết hôn đến khi Vua Charles III lên ngôi vào năm 2022, bà được biết đến với tước hiệu Công tước phu nhân xứ Cornwall, một tước hiệu khác của Vương phi xứ Wales.
Vương hậu Camilla cũng là người bảo trợ, chủ tịch và thành viên của nhiều cơ quan và tổ chức từ thiện. Từ năm 1994, Camilla đã vận động nâng cao nhận thức của mọi người về căn bệnh loãng xương và được nhận nhiều danh hiệu và giải thưởng. Bà cũng đã vận động nâng cao nhận thức về các vấn đề xã hội như hiếp dâm, lạm dụng tình dục, xóa mù chữ, phúc lợi động vật và đói nghèo.

## Thời thơ ấu và giáo dục
Camilla Rosemary Shand chào đời tại bệnh viện King's College, Luân Đôn, vào ngày 17 tháng 7 năm 1947. Bà trưởng thành ở The Laines  - một dinh thự phong cách nông thôn thế kỷ 18 ở Plumpton, miền Đông Sussex - và một ngôi nhà ba tầng ở Nam Kensington, ngôi nhà thứ hai của gia đình bà. Cha bà là cựu Sĩ quan Quân đội Anh và doanh nhân Bruce Shand (1917–2006), mẹ bà là The Hon. Rosalind Cubitt; 1921–1994), con gái của Roland Cubitt, Nam tước Ashcombe thứ 3. Camilla có một em gái tên Annabel Elliot và một em trai tên Mark Shand (1951–2014). Bà cố ngoại của bà, Alice Keppel, là một trong các tình nhân của Vua Edward VII từ năm 1898 đến năm 1910. Vào ngày 1 tháng 11 năm 1947, Camilla được làm lễ rửa tội tại Nhà thờ Firle, miền Đông Sussex. Mẹ bà, Rosalind, là một nhân viên thiện nguyện làm việc tại Chailey Heritage Foundation (tổ chức giúp đỡ trẻ em khuyết tật) vào những năm 1960 và 1970 tại miền Bắc Chailey, phía Đông Sussex, trong khi cha bà theo đuổi công việc kinh doanh sau khi giải ngũ. Đáng chú ý, ông là đối tác của Block, Grey and Block, một công ty bán rượu ở Phố Nam Audley, Mayfair, sau này gia nhập Ellis, Son và Vidler ở Hastings và Luân Đôn.
Thời thơ ấu, Camilla say mê đọc sách do ảnh hưởng từ cha, người thường xuyên đọc sách cho bà nghe. Bà lớn lên cùng chó và mèo, bà cũng đã học cách cưỡi ngựa từ nhỏ bằng cách tham gia cắm trại với Câu lạc bộ Pony, nơi bà thường xuyên được trao nơ hoa hồng tại các buổi chơi bóng cộng đồng. Đối với bà, tuổi thơ "hoàn hảo về mọi mặt". Tiểu sử gia Gyles Brandreth mô tả xuất thân và thời thơ ấu của bà như sau:
Camilla thường được mô tả là đã có một "tuổi thơ kiểu Enid Blyton". Trên thực tế, nó còn vĩ đại hơn vậy nhiều. Camilla khi còn thơ ấu có thể có một số đặc điểm tính cách của George, cô gái tomboy trong tác phẩm Famous Five, nhưng những đứa trẻ của Enid Blyton [trong tác phẩm] căn bản là những đứa trẻ thuộc tầng lớp trung lưu còn Camilla thuộc tầng lớp thượng lưu không phải bàn cãi. Gia đình nhà bà có địa vị và họ có nhiều kẻ hầu người hạ như giúp việc nhà, giúp việc vườn, chăm sóc con cái. Họ thuộc tầng lớp tiểu quý tộc. Gia đình bà cũng lấy khu vườn của mình tổ chức các buổi lễ vào dịp hè cho Hiệp hội Đảng Bảo thủ địa phương.— Gyles Brandreth, Brandreth, p. 105

Năm 5 tuổi, Camilla vào học tại Dumbrells, một trường học ở làng Ditchling dành cho cả nam và nữ. Bà rời Dumbrells năm mười tuổi để theo học trường Queen's Gate ở Queen's Gate, Nam Kensington. Các bạn cùng lớp tại Queen's Gate gọi bà với cái tên "Milla", các đồng môn, bao gồm ca sĩ Twinkle, tả bà là một cô gái có "nội lực", toát ra "từ tính và sự tự tin". Một trong những giáo viên tại trường là giáo viên tiếng Pháp và nhà văn Penelope Fitzgerald nhớ Camilla là một nữ sinh "tươi sáng và hăng hái". Camilla rời Queen's Gate với chứng chỉ O vào năm 1964, cha mẹ bà không ép buộc bà ở lại để thi lên A. Năm mười sáu tuổi, bà ra nước ngoài để theo học trường Mon Fertile ở Tolochenaz, Thụy Sĩ. Sau khi hoàn thành khóa học ở Thụy Sĩ, Camilla quyết định đến Pháp để nghiên cứu tiếng Pháp và văn học Pháp tại Viện Đại học Luân Đôn ở Paris trong sáu tháng.
Vào ngày 25 tháng 3 năm 1965, Camilla ra mắt tại một "debutante ball" ở London, một buổi lễ truyền thống để các cô gái tầng lớp thượng lưu ra mắt báo hiệu đã đến tuổi kết hôn. Bà chuyển đến một căn hộ nhỏ ở Kensington cùng người bạn Jane Wyndham, cháu gái của nhà trang trí nội thất Nancy Lancaster. Sau đó, Camilla chuyển đến một căn hộ lớn hơn ở Belgravia, tại đó bà ở chung với bà chủ nhà là Lady Moyra Campbell, con gái của Công tước xứ Abercorn, và sau đó với Virginia Carington, con gái của chính trị gia Lord Carrington. Virginia sau đó kết hôn với Henry Cubitt, chú của Camilla từ năm 1973 đến năm 1979 (Virginia trở thành phụ tá đặc biệt của Camilla và Thân vương xứ Wales vào năm 2005). Camilla từng làm thư ký cho nhiều công ty ở West End và sau đó được công ty trang trí Sibyl Colefax & John Fowler ở Mayfair thuê làm lễ tân. Bà đam mê cưỡi ngựa và thường xuyên tham gia các hoạt động cưỡi ngựa. Bà cũng có niềm đam mê với hội họa, bà từng học kèm riêng với một họa sĩ, mặc dù bà cho biết phần lớn các bức tranh của bà đều "bị vứt vào thùng rác". Các sở thích khác của bà là câu cá và làm vườn.

## Cuộc hôn nhân đầu tiên
Vào cuối những năm 1960, Camilla gặp Andrew Parker Bowles (lúc đó là Sĩ quan Vệ binh – trung úy trong đội Blues and Royals) thông qua sự mai mối của em trai Andrew là Simon, nhân viên làm việc tại hãng rượu của cha Camilla ở Mayfair. Lễ đính hôn diễn ra năm 1973 sau một thời gian hẹn hò "đứt quãng". Sally Bedell Smith tuyên bố rằng tin đính hôn là do cha mẹ hai bên gia đình công bố trong khi bản thân họ không hề hay biết, điều này buộc Parker Bowles phải cầu hôn Camilla. Hai người kết hôn vào ngày 4 tháng 7 năm 1973 trong một buổi lễ Công giáo tại Nhà nguyện Vệ binh trong doanh trại Wellington, London. Thời điểm kết hôn, Camilla 25 tuổi còn Parker Bowles đã 33. Chiếc váy cưới của bà được thiết kế bởi hãng thời trang Anh Bellville Sassoon và các phù dâu bao gồm con gái đỡ đầu của Parker Bowles, Lady Emma Herbert. Đám cưới của hai người được tổ chức quy mô lớn với 800 khách mời. Các thành viên cấp cao của vương thất Anh cũng tham dự lễ cưới và tiệc chiêu đãi bao gồm Vương nữ Anne, Vương nữ Margaret và Thái hậu Elizabeth.
Cặp vợ chồng mới cưới ở riêng tại Wiltshire, họ mua lại điền trang Bolehyde ở Allington và sau đó là dinh thự Middlewick ở Corsham. Camilla sinh được 2 người con: Tom (sinh ngày 18 tháng 12 năm 1974), cha đỡ đầu là Vua Charles III, và Laura (sinh ngày 1 tháng 1 năm 1978). Cả hai người con đều được theo đức tin Công giáo La Mã của cha, đặc biệt là trong suốt thời gian bà nội họ còn sống, Camilla vẫn theo Anh giáo và nhất quyết không chuyển sang Công giáo La Mã. Laura theo học một trường nữ sinh Công giáo, nhưng sau đó kết hôn trong một nhà thờ Anh giáo. Tom không theo học trường Cao đẳng Ampleforth như cha mà học tại Eton và sau đó cũng không làm lễ cưới trong một Nhà thờ Công giáo.
Vào tháng 12 năm 1994, sau 21 năm chung sống, hai vợ chồng tiến hành thủ tục ly hôn sau khi sống ly thân trong nhiều năm. Vào tháng 7 năm đó, mẹ của Camilla, bà Rosalind, qua đời vì bệnh loãng xương, và cha bà sau này nói rằng đây là "khoảng thời gian khó khăn đối với bà". Đơn ly hôn của họ được xét và chấp thuận vào tháng 1 năm 1995. Việc ly hôn hoàn tất vào ngày 3 tháng 3 năm 1995. Một năm sau, Andrew kết hôn với bà Rosemary Pitman (mất năm 2010).

## Mối quan hệ với Charles, Thân vương xứ Wales
Camilla Shand được cho là đã gặp Charles, Thân vương xứ Wales vào giữa năm 1971. Andrew Parker Bowles đã chấm dứt mối quan hệ với Camilla vào năm 1970 và lúc bấy giờ đang tán tỉnh Princess Anne, em gái của Charles. Mặc dù Camilla và Charles đều thuộc tầng lớp thượng lưu và thỉnh thoảng tham dự cùng sự kiện nhưng họ chưa từng chính thức gặp nhau. Tiểu sử gia Brandreth cho biết Charles và Camilla không gặp nhau lần đầu tại một trận đấu polo như người ta thường tin. Thay vào đó, cả hai gặp nhau lần đầu tại nhà của người bạn chung Lucía Santa Cruz, chính Lucía đã mai mối họ với nhau. Charles và Camilla trở thành bạn thân và cuối cùng bắt đầu hẹn hò, mối quan hệ này rất nổi tiếng trong giới thượng lưu lúc bấy giờ. Hai người thường xuyên gặp nhau tại các trận đấu polo ở Smith's Lawn trong Công viên lớn Windsor, nơi Charles thường chơi polo. Khi mối quan hệ trở nên nghiêm túc hơn, Charles gặp gia đình Camilla ở Plumpton đồng thời giới thiệu bà với một số thành viên trong gia đình mình. Chuyện tình cảm giữa hai người bị gián đoạn sau khi Charles ra nước ngoài gia nhập Hải quân Vương thất vào đầu năm 1973, sau đó hai người đột ngột chia tay.
Đã có nhiều lời giải thích khác nhau về nguyên nhân mối quan hệ này kết thúc. Robert Lacey đã viết trong cuốn sách năm 2008 của mình là Royal: Her Majesty Queen Elizabeth II rằng Charles gặp Camilla quá sớm, và ông cũng không bảo bà đợi ông khi ông ra nước ngoài thực hiện nhiệm vụ quân sự. Sarah Bradford đã viết trong cuốn sách Diana năm 2007 rằng một thành viên trong nhóm thân cận với ông chú của Charles, Lord Mountbatten, cho biết chính Mountbatten đã sắp xếp đưa Charles ra nước ngoài nhằm chấm dứt mối quan hệ với Camilla, nhằm dọn đường cho lễ đính hôn giữa Charles và cháu gái của ông, Amanda Knatchbull. Một số nguồn tin cho biết Thái hậu Elizabeth không ưng Camilla vì bà muốn Charles cưới một trong những cô cháu gái nhà Spencer của bạn thân bà là Lady Fermoy. Các nguồn tin khác cho rằng Camilla không muốn kết hôn với Charles mà thay vào đó là Andrew Parker Bowles, người mà bà đã hẹn hò từ cuối những năm 1960—hoặc Charles đã quyết định sẽ không kết hôn cho đến khi ông 30 tuổi.
Phần lớn các tiểu sử gia vương thất nhất trí rằng Charles sẽ không được phép kết hôn với Camilla trong trường hợp ông mở lời xin phép. Theo lời người cô họ cũng là mẹ đỡ đầu của Charles là Patricia Knatchbull, Nữ Bá tước Mountbatten thứ 2 của Miến Điện (con gái của Louis Mountbatten, cậu của Vương tế Philip), một số cận thần trong cung điện lúc bấy giờ cho rằng Camilla không phù hợp cho vị trí Vương hậu tương lai. Vào năm 2005, bà cho biết: "Với nhận thức muộn màng, mọi người có thể nói rằng Charles nên cưới Camilla kể từ khi có cơ hội lần đầu tiên. Hai người họ rất hợp nhau, chúng tôi biết. Nhưng chuyện đó (kết hôn) là không thể. Chuyện đó sẽ không thể xảy ra, không thể vào lúc đó." Tuy nhiên, giữa hai người vẫn giữ mối quan hệ bạn bè. Vào tháng 8 năm 1979, Lord Mountbatten bị ám sát bởi Quân đội Cộng hòa lâm thời Ireland. Charles rất đau buồn trước cái chết của ông chú và được cho là đã tìm đến Camilla Parker Bowles để được bà an ủi. Trong giai đoạn này, tin đồn bắt đầu lan truyền, giữa những người bạn thân của Camilla-Andrew và trong cộng đồng chơi polo, rằng Camilla và Charles đã hàn gắn lại mối quan hệ. Một nguồn tin thân cận với Parker Bowles xác nhận rằng đến năm 1980, cả hai đã chính thức hẹn hò. Cũng có những nhân viên trong cung điện nói rằng họ đã hẹn hò trước đó. Chồng cũ của Camilla là Andrew được cho là ủng hộ mối tình này, trong khi đó ông cũng có rất nhiều người tình trong suốt cuộc hôn nhân của hai người. Tuy nhiên, Charles sau đó bắt đầu mối quan hệ với Diana Spencer, người mà ông kết hôn năm 1981.
Vụ việc được báo chí biết đến một thập kỷ sau đó, với việc xuất bản Diana: Her True Story vào năm 1992, tiếp theo là vụ bê bối băng "Camilla gate" (còn được gọi là "Tampon gate") vào năm 1993, khi cuộc trò chuyện thân mật qua điện thoại giữa Camilla và Charles bị bí mật ghi âm và đăng trên báo lá cải. Cuốn sách và cuốn băng ngay lập tức phá hủy hình ảnh của Charles trước công chúng, đồng thời Camilla cũng bị giới truyền thông phỉ báng thậm tệ. Năm 1994, Charles cuối cùng cũng nói về mối quan hệ của mình với Camilla trong Charles: The Private Man, the Public Role với Jonathan Dimbleby. Ông nói với Dimbleby trong cuộc phỏng vấn: "Bà Parker Bowles là một người bạn tuyệt vời của tôi... một người bạn trong một thời gian rất dài. Bà ấy sẽ tiếp tục là một người bạn trong một thời gian rất dài." Charles cũng thừa nhận trong cuộc phỏng vấn rằng mối quan hệ của hai người đã được hàn gắn lại sau khi cuộc hôn nhân của ông với Diana "tan vỡ không thể cứu vãn" vào năm 1986.

## Gầy dựng hình ảnh trong công chúng
Sau khi cả hai đều ly hôn, Thân vương xứ Wales tuyên bố mối quan hệ của ông với Parker Bowles là "không thể thương thuyết được". Charles nhận thức được rằng mối quan hệ này đang nhận được rất nhiều phản ứng tiêu cực từ dư luận, và đã bổ nhiệm Mark Bolland—người mà ông đã thuê vào năm 1995 để gầy dựng lại hình ảnh của chính mình‍—‌đồng thời tô điểm cho hình ảnh của Camilla. Từ đây, Camilla thỉnh thoảng trở thành người tháp tùng không chính thức của Charles tại các sự kiện. Năm 1999, hai người chính thức cùng nhau xuất hiện trước công chúng lần đầu tiên tại khách sạn Ritz London, nơi họ tham dự một bữa tiệc sinh nhật, khoảng 200 nhiếp ảnh gia và phóng viên từ khắp nơi trên thế giới đã có mặt để đưa tin về sự kiện này. Năm 2000, bà tháp tùng Charles tới Scotland trong một số sự kiện chính thức, và năm 2001, bà trở thành chủ tịch của Hiệp hội Loãng xương Vương thất (ROS), tổ chức đã chính thức ra mắt bà với công chúng.

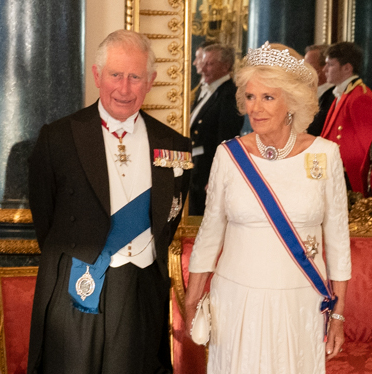
Camilla và Charles trong yến tiệc đón Tổng thống Mỹ Donald Trump đến thăm Anh năm 2019.

Parker Bowles sau đó đã lần đầu tiên diện kiến Nữ vương Elizabeth II kể từ khi mối quan hệ giữa hai người được công khai, tại bữa tiệc sinh nhật lần thứ 60 của cựu vương Constantine II của Hy Lạp vào năm 2000. Cuộc gặp gỡ này được coi là dấu ấn rõ ràng cho thấy sự chấp thuận của Nữ vương đối với Camilla cũng như mối quan hệ của Camilla với Thân vương xứ Wales. Sau một loạt các lần xuất hiện công khai và riêng tư, Nữ vương đã mời Camilla đến dự Đại lễ Vàng của bà vào năm 2002. Camilla ngồi trong khán đài phía sau Nữ vương trong một buổi hòa nhạc tại Cung điện Buckingham. Charles được cho là đã trả tiền riêng cho hai nhân viên an ninh làm việc toàn thời gian để bảo vệ bà. Mặc dù Camilla vẫn giữ dinh thự Ray Mill mà bà đã mua vào năm 1995 làm nơi ở của mình, bà đã chuyển đến Dinh Clarence từ năm 2003 là văn phòng và nơi ở chính thức của Charles. Năm 2004, bà tháp tùng Thân vương xứ Wales trong hầu hết các sự kiện chính thức của ông, bao gồm cả chuyến thăm cấp cao tới lễ hội trò chơi hàng năm ở Scotland. Giới truyền thông bắt đầu đồn đoán về thời điểm hai người công bố lễ đính hôn, và thời gian trôi qua, các cuộc thăm dò được tiến hành ở Anh cho thấy sự ủng hộ của dân chúng với cuộc hôn nhân mới của Thân vương xứ Wales.
Bất chấp việc phục hồi hình ảnh này, Camilla đã nhận phản ứng dữ dội từ những người ủng hộ Diana, những người đã viết thư cho các tờ báo quốc gia để bày tỏ quan điểm của họ về bà, đặc biệt là sau khi kế hoạch đám cưới của Camilla và Charles được công bố. Năm 2023, tờ The Independent vinh danh Camilla là người phụ nữ có ảnh hưởng nhất năm 2023 trong "Danh sách ảnh hưởng năm 2023".

## Kết hôn với Thân vương xứ Wales
Vào ngày 10 tháng 2 năm 2005, Dinh Clarence thông báo rằng Camilla và Thân vương xứ Wales đã đính hôn. Nhẫn đính hôn mà Charles đã trao cho Camilla chính là nhẫn kim cương Thái hậu Elizabeth được Thái hậu Mary tặng khi sinh hạ Nữ vương Elizabeth II vào năm 1926. Chiếc nhẫn bao gồm một viên kim cương cắt vuông với ba viên kim cương baguette ở mỗi bên. Với tư cách là Quản trị tối cao trong tương lai của Giáo hội Anh, viễn cảnh Charles kết hôn với một phụ nữ đã ly hôn gây tranh cãi, nhưng lại nhận được sự đồng ý của Nữ vương, chính phủ và Giáo hội Anh, cả hai đã làm lễ kết hôn. Nữ vương, Thủ tướng Tony Blair và Tổng giám mục Canterbury Rowan Williams đã gửi những lời chúc tốt đẹp nhất đến hai vợ người trong các phát biểu trước giới truyền thông. Trong hai tháng sau khi thông báo đính hôn, Dinh Clarence đã nhận được 25.000 lá thư với "95 hoặc 99% là ủng hộ"; ngoài ra còn có 908 bức thư thù địch, với những bức thư mang tính chất hăm dọa đã được gửi đến cảnh sát để điều tra.
Hôn lễ dự kiến diễn ra vào ngày 8 tháng 4 năm 2005, trong một buổi lễ tại lâu đài Windsor, các nghi lễ chúc phúc tôn giáo sau đó được tổ chức tại Nhà nguyện Thánh George. Tuy nhiên, để tiến hành một lễ cưới dân sự tại lâu đài Windsor cần phải có giấy phép để tổ chức. Một điều kiện để có giấy phép là địa điểm được cấp phép phải mở trong thời hạn một năm cho bất kỳ ai muốn tổ chức lễ cưới ở đó và vì vương thất không muốn mở Lâu đài Windsor cho dân chúng tổ chức lễ cưới, địa điểm được đổi sang Tòa Thị chính tại Windsor Guildhall. Vào ngày 4 tháng 4, có thông báo rằng hôn lễ sẽ được hoãn lại một ngày để Thân vương xứ Wales và một số chức sắc được mời tham dự tang lễ của Giáo hoàng John Paul II.
Hôn lễ được chính thức cử hành vào ngày 9 tháng 4 năm 2005. Nữ vương, Vương tế và cha mẹ của Camilla không có mặt, thay vào đó, con trai của Camilla là Tom và con trai của Charles là William đã làm nhân chứng cho mối hôn sự này. Nữ vương, Công tước xứ Edinburgh tham dự lễ chúc phúc diễn ra ngay sau lễ cưới. Sau đó, Nữ vương tổ chức tiệc chiêu đãi cho vợ chồng con trai tại lâu đài Windsor. Những người biểu diễn bao gồm dàn hợp xướng Nhà nguyện Thánh George, dàn nhạc Philharmonia và nhà soạn nhạc xứ Wales Alun Hoddinott. The Marinsky Theatre Trust ở St. Petersburg đã đưa ca sĩ giọng nữ cao người Belarus, Ekaterina Semenchuk, đến Vương quốc Anh để biểu diễn một bài hát đặc biệt cho hai vợ chồng Thân vương xứ Wales như một món quà cưới. Sau đám cưới, hai vợ chồng tới quê hương của Thân vương xứ Wales ở Scotland, Birkhall và cùng nhau thực hiện nghĩa vụ công đầu tiên trong tuần trăng mật.
Thông qua vai trò là phối ngẫu của Thân vương xứ Wales, địa vị của bà được xếp hạng là người phụ nữ cao thứ hai trong vương thất Anh (chỉ sau Nữ vương Elizabeth II), và thường là thứ năm hoặc thứ sáu đối với các lãnh địa riêng theo tước hiệu, dưới Nữ vương là Phó vương, Công tước xứ Edinburgh và Thân vương xứ Wales. Trong vòng hai năm đầu cuộc hôn nhân, Nữ vương đã cho thấy những dấu hiệu rõ ràng về việc chào đón Camilla như cho Camilla mượn Vương miện Greville, vốn trước đây thuộc về Thái hậu Elizabeth và trao cho bà huy hiệu Huân chương Vương thất Elizabeth II.
Sau đám cưới, Dinh Clarence cũng trở thành nơi ở chính thức của Camilla. Hai vợ chồng cũng ở Birkhall cho các sự kiện trong kỳ nghỉ và Dinh Highgrove ở Gloucestershire cho các buổi họp mặt gia đình. Năm 2008, họ đến ở tại Llwynywermod, Wales trong chuyến thăm Wales hàng năm vào mùa hè và các dịp khác. Bà Công tước vẫn giữ lại Dinh thự Ray Mill, nơi bà ở từ năm 1995 đến năm 2003, để có chỗ dành thời gian riêng với con cháu.
Theo một tuyên bố không ghi ngày tháng của Dinh Clarence, Camilla từng hút thuốc nhưng đã ngừng hút được nhiều năm. Mặc dù không có thông tin chi tiết nào được công bố rộng rãi, nhưng vào tháng 3 năm 2007, Camilla được xác nhận đã làm phẫu thuật cắt bỏ tử cung. Tháng 4 năm 2010, bà bị gãy chân trái khi đang đi bộ trên đồi ở Scotland. Tháng 11 năm 2010, Camilla và Charles gián tiếp bị dính vào cuộc biểu tình của sinh viên khi xe của họ bị người biểu tình tấn công. Dinh Clarence sau đó đã đưa ra một tuyên bố "Một chiếc ô tô chở Thân vương xứ Wales và Bà Công tước xứ Cornwall đã bị những người biểu tình tấn công nhưng hai người không hề hấn gì".
Vào ngày 9 tháng 4 năm 2012, nhân kỷ niệm 7 năm ngày cưới, Nữ vương đã ban cho Bà Công tước Huân chương Vương thất Victoria. Vào ngày 9 tháng 6 năm 2016, Nữ vương bổ nhiệm Bà Công tước làm thành viên của Hội đồng Cơ mật Anh. Vào ngày 1 tháng 1 năm 2022, Nữ vương ban cho con dâu Huân chương Garter Cao quý. Vào ngày 14 tháng 2 năm 2022, Bà Công tước có kết quả xét nghiệm dương tính với COVID-19, bốn ngày sau khi Thân vương xứ Wales dương tính và bắt đầu tự cách ly. Thân vương xứ Wales và Bà Công tước xứ Cornwall đã tiêm những liều vắc-xin COVID-19 đầu tiên vào tháng 2 năm 2021.

## Vấn đề tước hiệu
Sau khi kết hôn với Charles, Camilla tự động được nhận tước hiệu [Her Royal Highness The Princess of Wales; Vương phi xứ Wales Điện hạ], nhưng vì tránh gây gợi nhớ đến Diana, Vương phi xứ Wales, bà đã chọn sử dụng tước hiệu [Her Royal Highness The Duchess of Cornwall; Bà Công tước xứ Cornwall Điện hạ], một tước hiệu khác của Vương phi xứ Wales bởi Charles cũng là Công tước xứ Cornwall.
Sau cái chết của Nữ vương Elizabeth II vào ngày 8 tháng 9 năm 2022, Camilla được đề cập trong các thông cáo báo chí của Cung điện Buckingham bằng tước hiệu [Her Majesty The Queen Consort; Vương hậu Bệ hạ] thay vì gọi đơn giản là [Her Majesty The Queen]. Việc này nhằm mục đích phân biệt bà với Nữ vương quá cố, vốn cũng được biết đến là [Her Majesty The Queen] suốt 70 năm qua. Cách gọi này chưa từng có tiền lệ bởi Vương hậu Alexandra, con dâu Nữ vương Victoria, ngay lập tức được gọi là [Her Majesty The Queen] hoặc [Her Majesty Queen Alexandra] trong các thông báo về lễ tang Nữ vương quá cố năm 1901.
Kể từ lễ đăng quang vào ngày 6 tháng 5 năm 2023, tước hiệu của bà Camilla trên trang web của Vương thất Anh chính thức được đổi thành [The Queen].
- 17 tháng 7 năm 1947 – 4 tháng 7 năm 1973: Miss Camilla Rosemary Shand; Cô Camilla Rosemary Shand
- 4 tháng 7 năm 1973 – 3 tháng 3 năm 1995: Mrs Andrew Parker Bowles; Bà Andrew Parker Bowles
- 3 tháng 3 năm 1995 – 9 tháng 4 năm 2005: Mrs Camilla Parker Bowles; Bà Camilla Parker Bowles
- 9 tháng 4 năm 2005 – 8 tháng 9 năm 2022: Her Royal Highness The Princess of Wales, The Duchess of Cornwall; Đức bà Vương phi xứ Wales, Bà Công tước xứ Cornwall Điện hạ
  - Tại Scotland: Her Royal Highness The Duchess of Rothesay; Bà Công tước xứ Rothesay Điện hạ
- 8 tháng 9 năm 2022 - nay: Her Majesty The Queen; Vương hậu Bệ hạ

## Liên kết
- "Official website of the British monarchy – HRH The Duchess of Cornwall". Royal Household. Bản gốc lưu trữ ngày 7 tháng 3 năm 2014. Truy cập ngày 25 tháng 10 năm 2012.
- "Camilla, Duchess of Cornwall". Duchy of Cornwall Office. Bản gốc lưu trữ ngày 20 tháng 7 năm 2011. Truy cập ngày 25 tháng 10 năm 2012.
- "The Duchess of Cornwall". The Prince of Wales. Bản gốc lưu trữ ngày 16 tháng 12 năm 2006. Truy cập ngày 25 tháng 10 năm 2012.
- "Monarchy Wales – campaign organisation". Monarchy Wales. Bản gốc lưu trữ ngày 11 tháng 10 năm 2006. Truy cập ngày 25 tháng 10 năm 2012.
- "Illustrated biography of Camilla, Duchess of Cornwall". English Monarchs database.
- "Special section on the marriage of Camilla and Prince Charles". BBC News. ngày 15 tháng 8 năm 2007.
- "Prince Charles to marry Camilla". BBC News. ngày 10 tháng 2 năm 2005.
- Camilla, Duchess of Cornwall trên IMDb